# Scuderie di Augusto
Le scuderie di Augusto sono un sito archeologico di Roma emerso sotto il lungotevere dei Tebaldi a largo Lorenzo Perosi, all'angolo tra via Giulia e via della Moretta, nel VII rione Regola.

## Descrizione

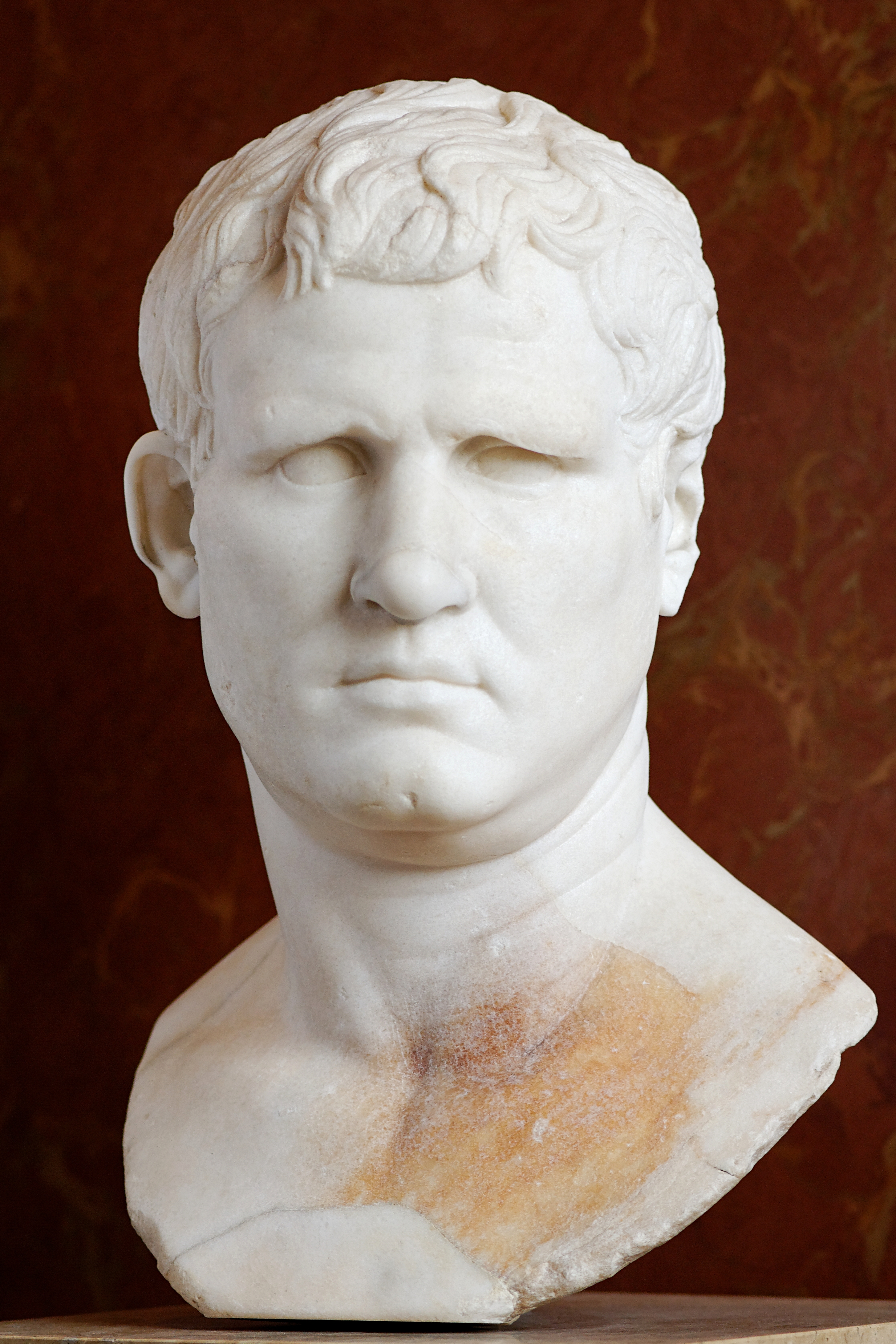
Busto marmoreo di Marco Vipsanio Agrippa.

Gli scavi hanno permesso di mappare l'area e rinvenire due complessi, in particolare una serie di muri paralleli e i basamenti di alcuni pilastri in travertino a indicare la presenza delle navate: si tratta di antiche scuderie, gli stabula del Circo Flaminio, riferibili all'età augustea e all'epoca di Marco Vipsanio Agrippa, incaricato dall'imperatore di organizzare i Ludi Saeculares di cui facevano parte i giochi circensi. Tali scuderie secondo gli archeologi furono in uso almeno fino al IV secolo d.C.
Sono le prime stalle di grandi dimensioni ad essere state ritrovate, sebbene la loro esistenza fosse già nota agli archeologi grazie a dei mosaici nordafricani e ad alcuni esempi ritrovati in vari castra: ospitavano i cavalli delle fazioni degli aurighi dopo le corse nell'antico stadio romano.
Nei dintorni sono stati ritrovati due tracciati viari.  L'area, poco abitata in epoca medievale, vide la creazione nel Cinquecento di via Giulia, per volere di Giulio II, stravolgendo completamente l'assetto urbanistico. Successivamente, l'area fu oggetto di una nuova trasformazione radicale in epoca umbertina.

## Gli scavi

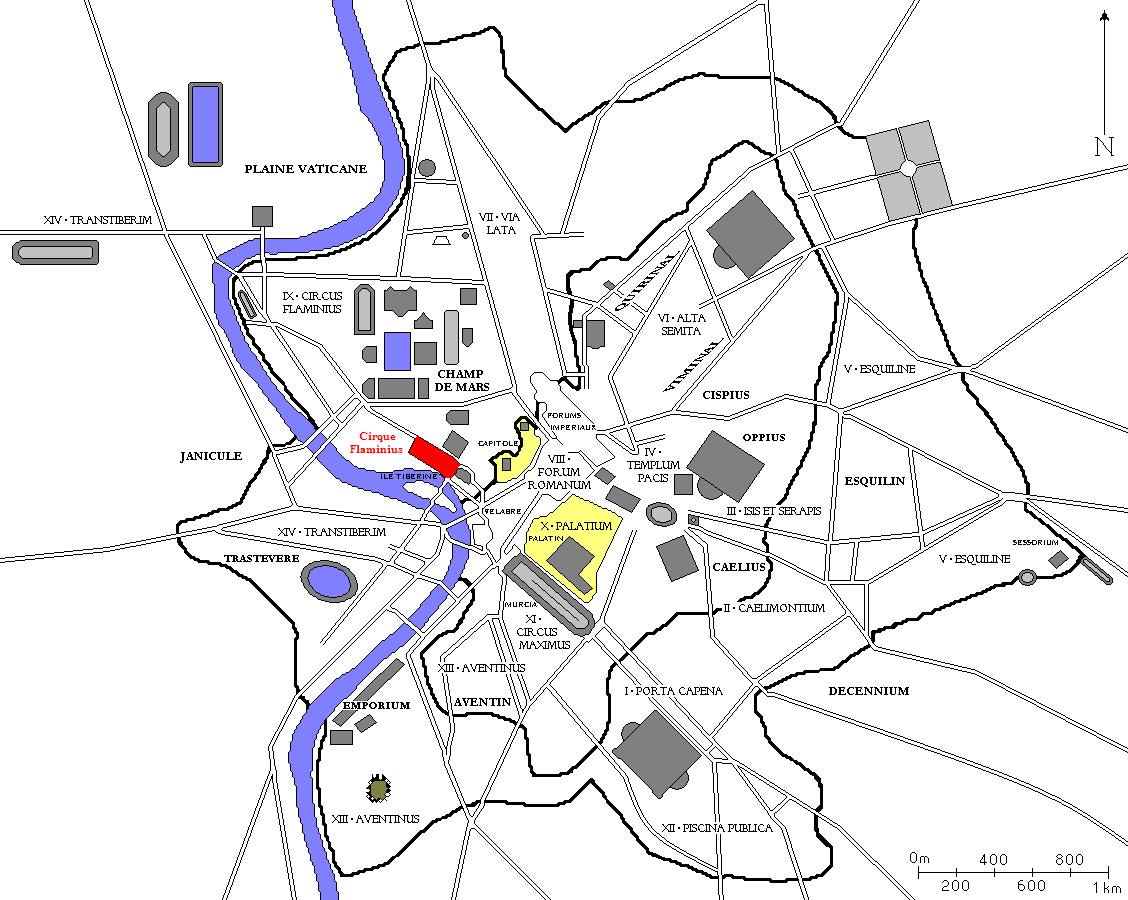
Il circo Flaminio (in rosso) e la sua ubicazione nell'antica Roma.

Il sito è stato individuato nel 2009, durante le indagini archeologiche per concedere l'autorizzazione ai lavori di costruzione di un parcheggio sotterraneo da 366 posti dell'impresa CAM. La scoperta, di notevole rilevanza secondo la Soprintendenza speciale per i beni archeologici di Roma, ha portato diverse realtà a sostenere l'autorizzazione della costruzione del parcheggio con modifiche solo a fronte di una proposta di musealizzazione, accolta nel 2011 da parte della Soprintendenza.
Nel 2014, a causa della grave mancanza di fondi dovuta alla revisione della spesa pubblica, il progetto di musealizzazione è stato accantonato a favore della scelta di rinterrare nuovamente gli scavi per preservarli sotto a oltre 7.000 m2 di sampietrini. Il progetto di parcheggio sarà portato avanti a fianco dell'area archeologica, mentre per la copertura il municipio prevede l'avvio di un progetto partecipato, a partire dalle proposte presentate nel 2011 dai progettisti Aldo Aymonino, David Chipperfield, Stefano Cordeschi, Roger Diener, Paolo Portoghesi, Franco Purini e Giuseppe Rebecchini. In seguito ad un parere del Consiglio di Stato del settembre 2018, sono stati rimossi gli ultimi ostacoli che si frapponevano alla realizzazione dell'area verde al di sopra del parcheggio interrato.

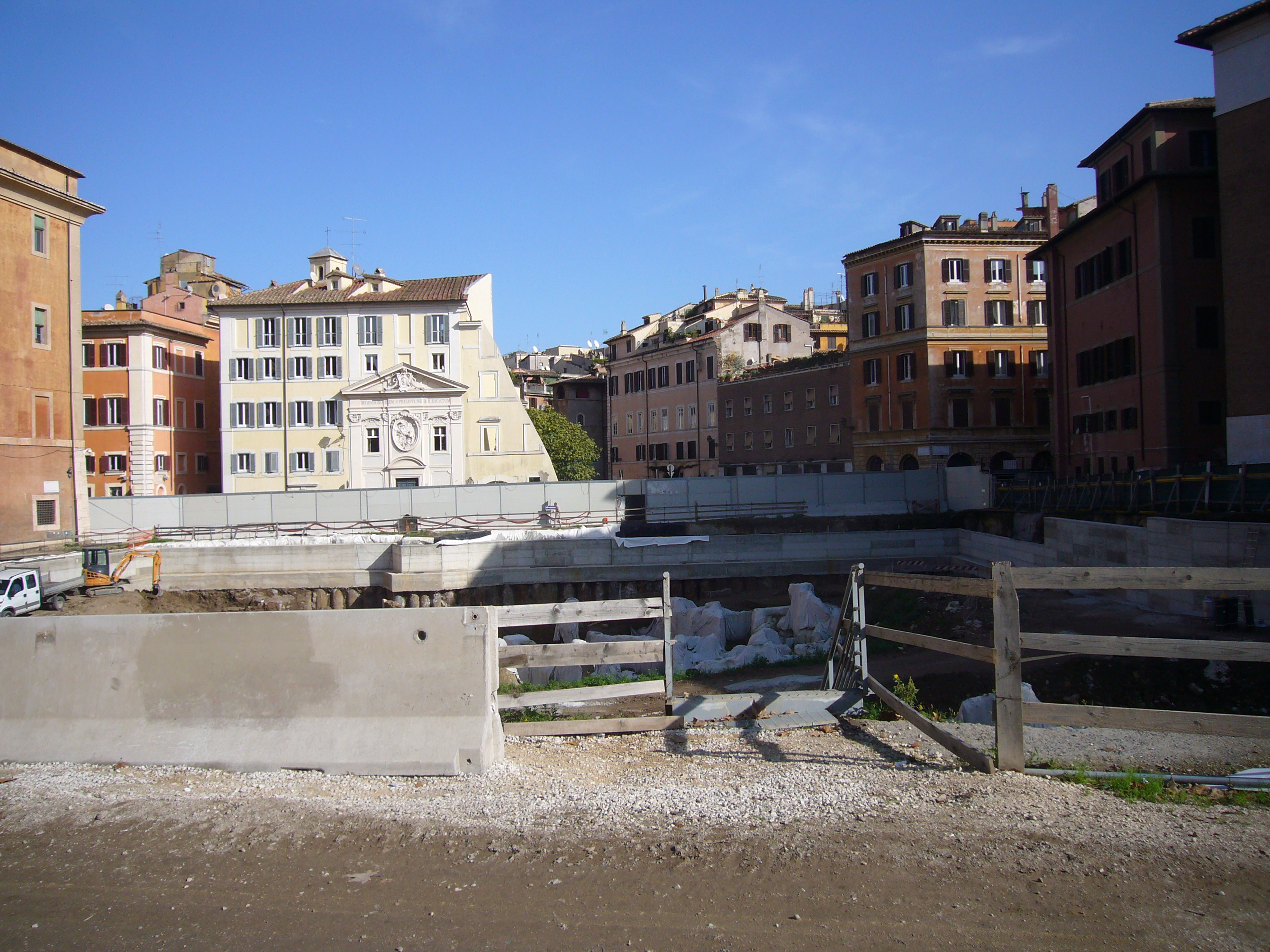
Gli scavi a novembre 2012
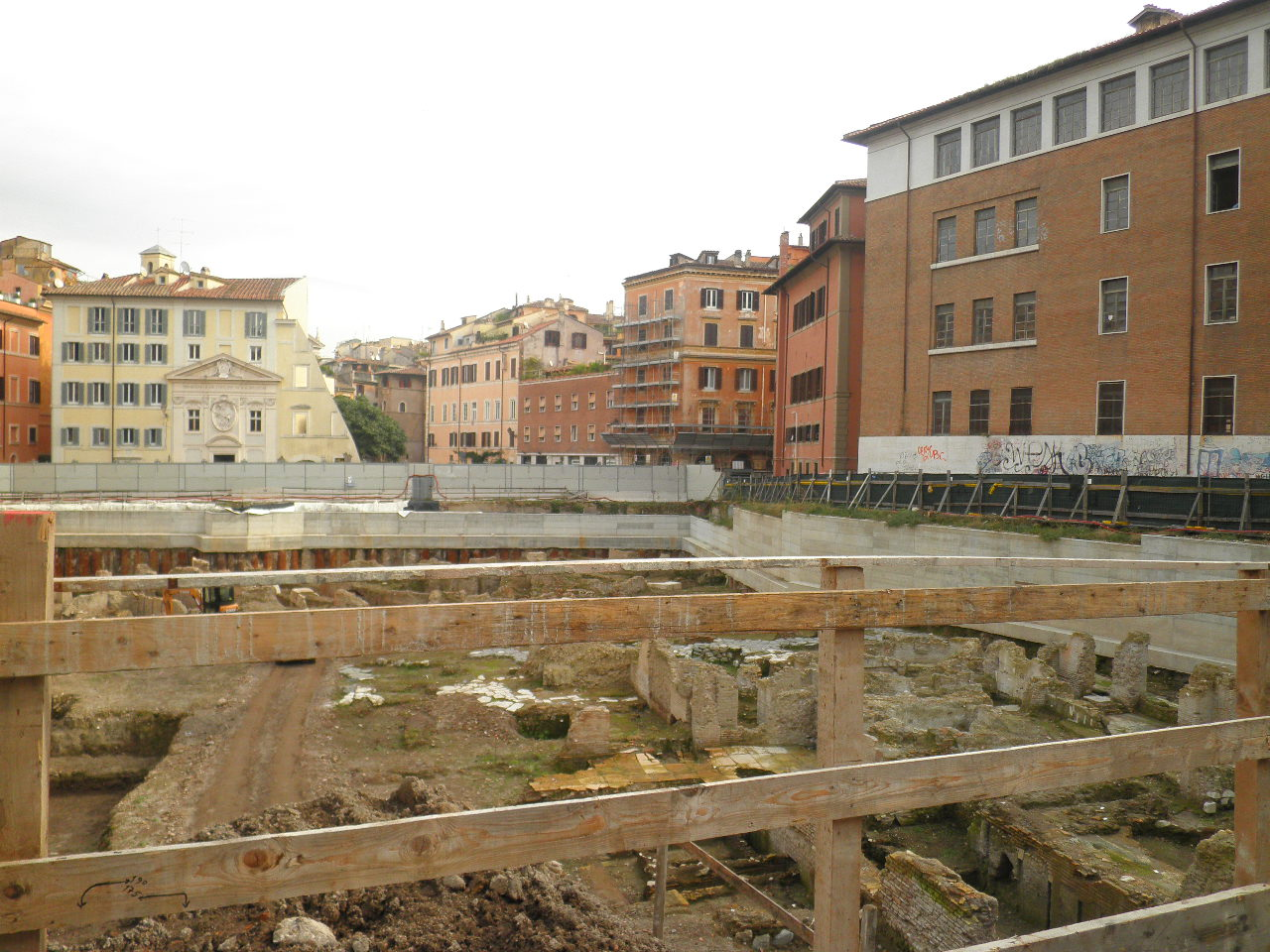
Gli scavi a ottobre 2013